# John Levén

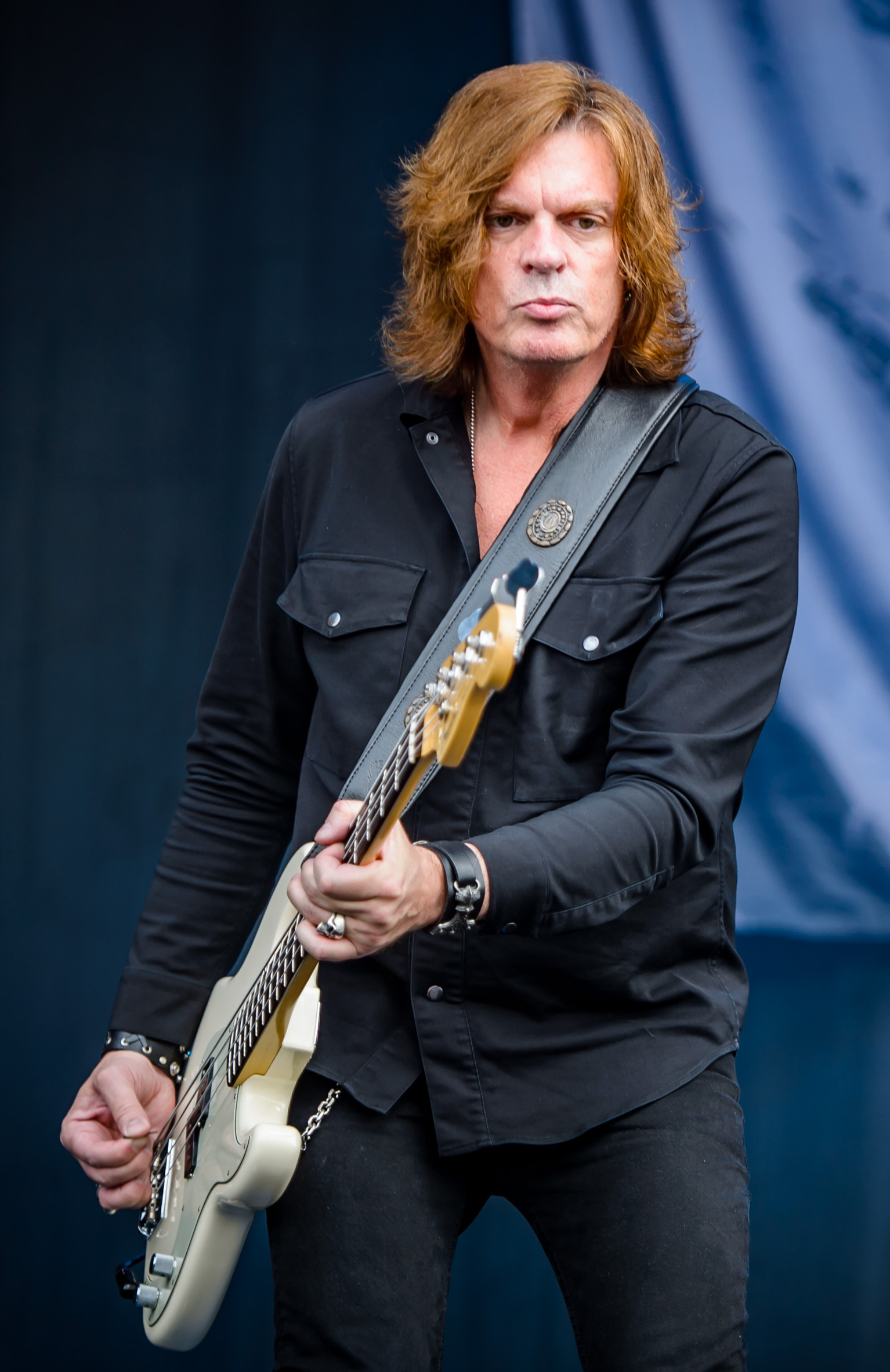
John Levén, 2017

John Gunnar Levén (* 25. Oktober 1963 in Stockholm) ist Bassist der schwedischen Rockband Europe.

## Biografie
John Levén zog im Alter von sieben Jahren in den Stockholmer Vorort Upplands Väsby, wo auch andere Mitglieder von Europe aufwuchsen. 1981 stieß er zu der Band, die zwei Jahre zuvor gegründet worden war und damals noch Force hieß. Er war als Bassist Nachfolger von Peter Olsson, der kurz zuvor ausgestiegen war. 1985 machte John Levèn Joey Tempest den Vorschlag, einen Song zu schreiben, der auf einem Keyboard-Riff basierte, das Tempest bereits mehrere Jahre zuvor komponiert hatte. Das Ergebnis war der Song The Final Countdown, mit dem Europe 1986 der Durchbruch gelang und der unter anderem vier Wochen lang die Hitliste in Deutschland anführte.
Nachdem Europe 1992 beschlossen, eine Pause einzulegen (die – abgesehen von einer kurzen Unterbrechung zum Millenniumwechsel – insgesamt zwölf Jahre dauerte), spielte Levén mit Bands wie Brazen Abbot, Clockwise, Last Autumn’s Dream und Southpaw. Außerdem arbeitete er mit Europe-Gitarrist John Norum und Glenn Hughes, dem früheren Sänger von Black Sabbath und Deep Purple zusammen.
Er ist mit Annika Ternlind verheiratet und Vater von drei Söhnen: Daniel, Alex und Adrian.

## Diskografie (Auszug)
- Europe – Europe (1983)
- Europe – Wings of Tomorrow (1984)
- Europe – The Final Countdown (1986)
- Europe – Out of This World (1988)
- Europe – Prisoners in Paradise (1991)
- Glenn Hughes – From Now On… (1994)
- Glenn Hughes – Burning Japan Live (1994)
- Thin Lizzy Tribute – The Lizzy Songs (1995)
- Johansson Brothers – Sonic Winter (1996)
- Brazen Abbot – Eye of the Storm (1997)
- Clockwise – Nostalgia (1997)
- Brazen Abbot – Bad Religion (1998)
- Clockwise – Naïve (1998)
- Southpaw – Southpaw (1998)
- Thore Skogman – Än Är Det Drag (1998)
- Nikolo Kotzev’s Nostradamus – Nostradamus (2001)
- Brazen Abbot – Guilty as Sin (2003)
- Last Autumn’s Dream – Last Autumn’s Dream (2003)
- Europe – Start from the Dark (2004)
- Europe – Secret Society (2006)
- Europe – Last Look at Eden (2009)
- Europe – Bag of Bones (2012)
- Europe – War of Kings (2015)
- Crowne: Kings in the North (2021)
- Crowne: Operation Phoenix (2023)